# Elvira Menéndez (m. 921)
Elvira Menéndez (m. entre el 20 de febrero y el 12 de octubre de 921), reina consorte de León por su matrimonio con el rey Ordoño II, fue hija del conde Hermenegildo Gutiérrez y de Ermesenda Gatónez y madre de los reyes Sancho Ordóñez de Galicia, Alfonso IV de León y Ramiro II de León.

## Biografía
Se desconoce su fecha de nacimiento. Era hija del magnate gallego Hermenegildo Gutiérrez —conde de Tuy y de Oporto, y primer reconquistador de Coímbra— y de Ermesenda Gatónez. Era nieta por parte paterna de Gutierre, posiblemente conde, y de su esposa Elvira y por parte materna de Gatón del Bierzo y de la condesa Egilo.
Contrajo matrimonio alrededor del año 892 con el infante Ordoño, hijo de Alfonso III de Asturias y de la reina Jimena de Asturias.
Su esposo, el infante Ordoño, pasó a ser rey de Galicia en el año 910, después de que su padre, Alfonso III, abdicase en favor de sus hijos y repartiese su reino entre ellos. El reino de León correspondió al hijo primogénito, el infante García, el de Asturias correspondió al infante Fruela y el de Galicia al infante Ordoño. Alfonso III, suegro de la reina Elvira, falleció en la ciudad de Zamora el día 20 de diciembre del año 910 y su suegra, la reina Jimena de Asturias, falleció dos años después, en 912.
Tras la muerte del rey García I de León, cuñado de la reina Elvira, su esposo pasó a ser rey de León con el nombre de Ordoño II. La reina Elvira confirmó junto con su esposo numerosos privilegios en beneficio de la nobleza gallega y de la diócesis de Iria-Santiago de Compostela, a la que donaron villas, siervos y joyas. Ambos realizaron diversas donaciones a la catedral de Santiago de Compostela, al monasterio de San Martín Pinario, al monasterio de San Isidro de Dueñas y al monasterio de San Pedro de Montes.

## Matrimonio y descendencia
Fruto de su matrimonio con el rey Ordoño II nacieron cinco hijos quienes aparecen en la documentación con sus padres en el siguiente orden:
- Sancho Ordóñez[9](m. 929), rey de Galicia.
- Alfonso IV de León[9] (m. 933), rey de León.
- Ramiro II de León[9] (m. 951). Ocupó el trono leonés cuando su hermano Alfonso IV renunció.
- García Ordóñez[9](m. después de 934). Su nombre figura en varios de los privilegios emitidos durante el reinado de su padre.
- Jimena Ordóñez[9](m. después de 935). Figura por última vez en la documentación del monasterio de Celanova el 6 de enero de 935 confirmando a su primo hermano, Froila, hijo de Gutierre (o Gutier[3]) Menéndez e Ilduara Eriz, la villa de Uillare que había heredado de sus padres y que su hermano el rey Sancho concedió a los padres de Froila, que la tenían en encomienda.

## Muerte y sepultura
La reina Elvira falleció entre el 20 de febrero y el 12 de octubre de 921. Según la crónica de Sampiro, cuando el rey Ordoño II recibió la noticia de la muerte de Elvira a su regreso a Zamora de una campaña contra los musulmanes, «...fue tanto el dolor que tuvo por su fallecimiento cuanto había sido el gozo de su triunfo.»
Recibió sepultura en el panteón de reyes de la capilla de Nuestra Señora del Rey Casto de la catedral de Oviedo. Los restos mortales de la reina fueron depositados en un sepulcro cobijado por un arco de medio punto, en el que aparecía esculpido el siguiente epitafio:

HIC COLLIGIT TUMULUS REGALI EX SEMINE CORPUS GELCYRAE REGINAE ORDONII SECUNDI UXOR. OBIIT ERA DCCC... ET HOC ETIAM

| Predecesor: Muniadona | Reina consorte de León 914 - 921 | Sucesor: Aragonta González |